# مشاري حمود العميري
مشاري حمود راشد سعود الشويرد العميري، ولد في مدينة الكويت في منطقة الشامية القديمة
1954
المؤلف في سطور اسمه ونسبه:
هو: مشاري بن حمود بن راشد بن سعود بن حمود بن راشد الزايد من قبيلة الدواسر.
```
هاجر جده الأكبر راشد الزايد  من 
وادي الدواسر
 إلى 
دارين
 وجزيرة العماير شرق الجزيرة العربية وتزوج من الجبور من 
بني خالد
، ثم بعد ذلك تداخلوا بالنسب مع عائلة الشويرد من بني خالد ثم قدموا إلى الكويت تباعا، وعاش جده النوخذة راشد في كنف خاله النوخذة محمد بن شويرد فأخذ لقب شويرد منه، ثم أضيف مؤخرا «العميري» نسبة إلى المكان لا النسب والأصل، حتى غلب على أسمهم الأصلي الزايد والمعروفين به والمثبت بوثائقهم القديمة.
```

سيرته وأعماله:
كاتب وأديب كويتي له العديد من المؤلفات والإسهامات الفنية 
منذ بداية ثمانينيات القرن الماضي، عضو رابطة الأدباء منذ 35 سنة وعضو جمعية الصحفيين الكويتية، درس الحقوق في جامعة الكويت.
قدم للإذاعة والتلفزيون عدة مسلسلات ناجحة أهمها مسلسل يوميات متقاعد سنة 1995 ومسلسل رحى الأيام في رمضان 2020 ومسلسل الوصية الغائبة في رمضان 2021 ومجموعة من المسلسلات الإذاعية، وكما كانت له زاوية «فيض الكلم» في الصفحة الأخيرة من جريدة القبس وبعدها في جريدة الوطن بعد الغزو، امتازت كتاباته ومقالاته بالرمزية النقدية أيام الثمانينات واستمر معه هذا الأسلوب إلى التسعينات، تم جمع معظم مقالاته في كتابين هما كتاب «فيض الكلم» وكتاب «واحتج الحمار».
درس في الجامعة الإسلامية في المدينة المنورة، ودرس في الكويت على يد الشيخ محمد بن جراح في سبعينيات القرن الماضي وقرأ عليه الرحبية في الفرائض مرتين حفظاً ودرس على يده كتاب دليل الطالب في فقه الحنابلة، ودرس في المدينة المنورة على يد الشيخ محمد المختار الشنقيطي الأب في السبعينات موطأ مالك والثمر الداني شرح رسالة ابن أبي زيد القيرواني، وبعضاً من ألفية ابن مالك في النحو.
منحت جامعة «أرباي» الحكومية في قرغيزستان الدكتوراه الفخرية من الدرجة الأولى للأديب الكويتي السيد / مشاري حمود الشويرد العميري وذلك لمؤلفاته الأدبية والفكرية التي ساهمت في تطوير المناهج الأدبية والفكرية والتربوية في الجامعة.
قائمة بأهم أعماله:
فيض الكلم، 
مقالات نقدية - 1984
اسمعيني يا هناء، 
رواية - 1985
عالم عالم يا صحافة، 
مسرحية - 1986
صحفي في حديقة الحيوان
وفأر في قفص الاتهام، 
مسرحيتان من فصل واحد - 1987
سقوط طالبة، 
قصص قصيرة - 1996
كتاب: واحتج الحمار، 
أدب سياسي نقدي - 1996
نعم إنه التيس، 
مسرحية - 1997
سائق العربة، 
مسرحية - 2013
الصورة، 
رواية - 2014
الغانية إن وأخواتها، 
أدب سياسي ساخر - 2015
سوانح العبد الكادح، 
أدب السيرة الذاتية - 2016
المسلسلات الإذاعية والتلفزيونية:
يوميات متقاعد - مسلسل إذاعي وتلفزيوني
زوجة الدكتور - مسلسل إذاعي
بطولة حياة الفهد وأحمد الصالح
مريم الغضبان وعلي المفيدي وسمير القلاف
عيّد يا بو سعيّد - مسلسل إذاعي
بطولة سعد الفرج وحياة الفهد
الدكتورة سارة - مسلسل إذاعي
رحى الأيام - مسلسل تلفزيوني 
رمضان 2020
الوصية الغائبة - مسلسل تلفزيوني رمضان 2021